# Apotheke Oranienbaum

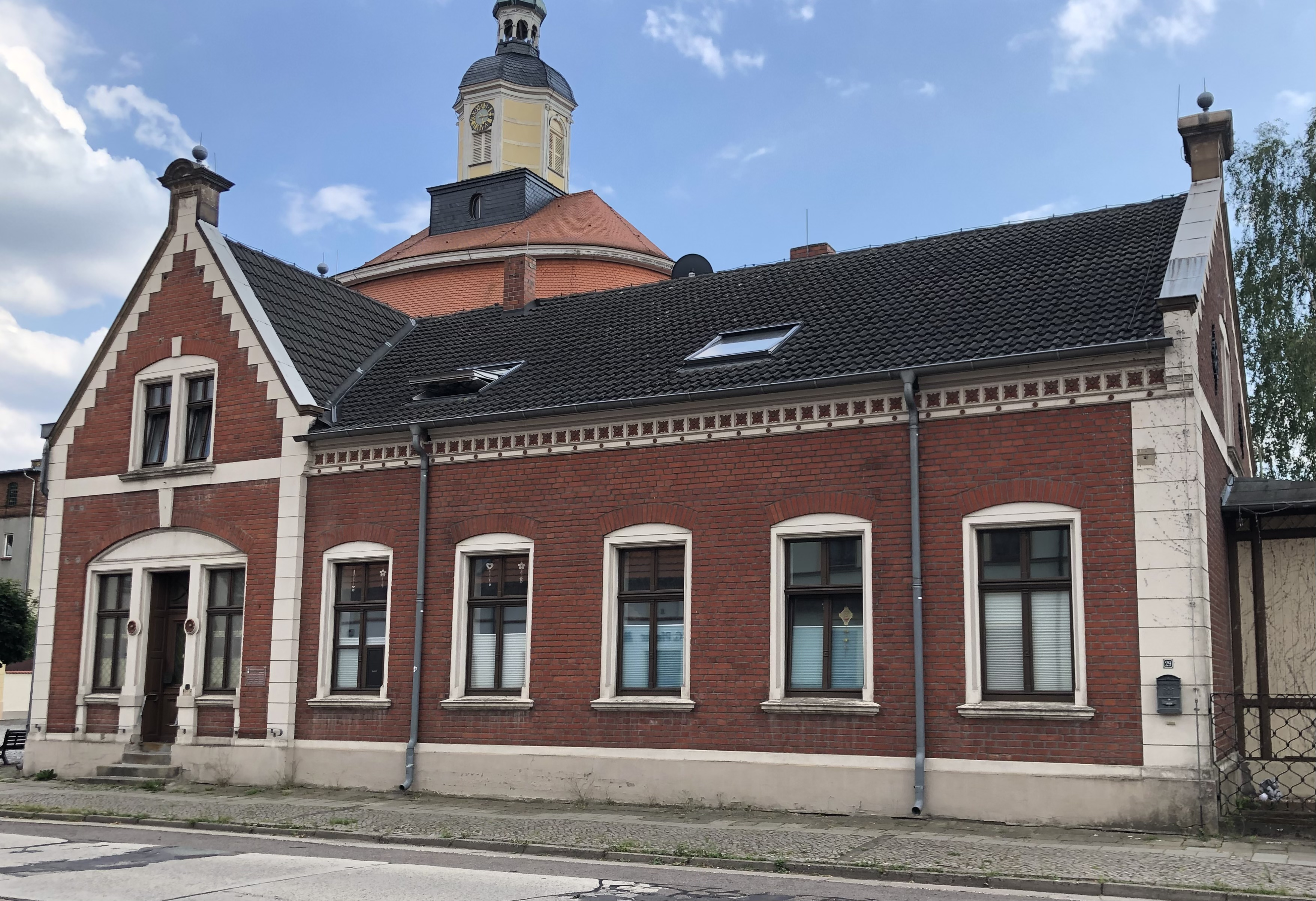
Ehemalige Apotheke im Jahr 2022

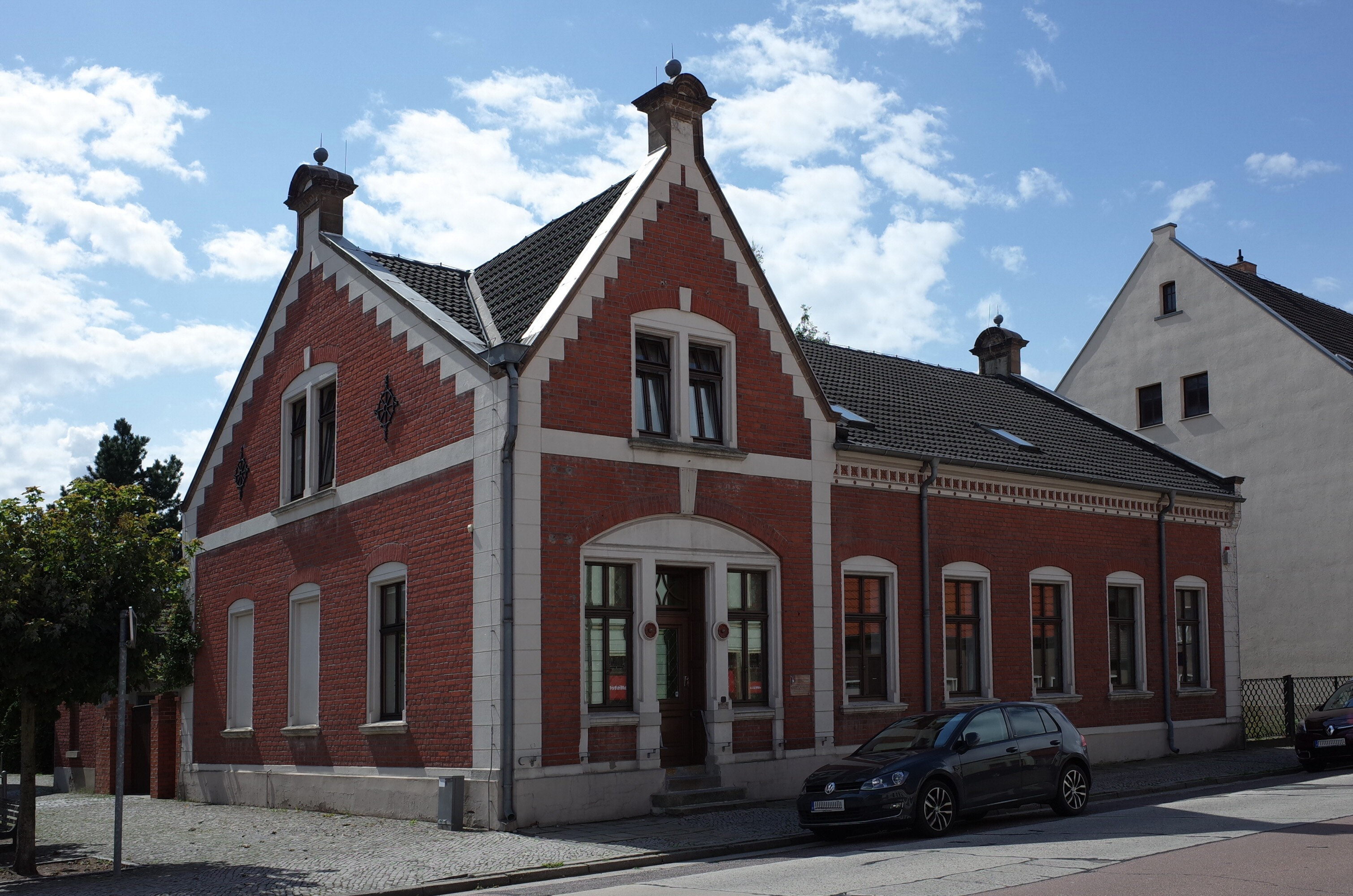
2017

Die Apotheke Oranienbaum ist eine denkmalgeschützte ehemalige Apotheke in Oranienbaum-Wörlitz in Sachsen-Anhalt.

## Lage
Das Apothekengebäude steht im Zentrum des Ortsteils Oranienbaum, auf der Südseite der Brauerstraße, an der Adresse Brauerstraße 29. Das Haus befindet sich in einer Ecklage zur östlich auf die etwas weiter südöstlich befindliche Stadtkirche Oranienbaum zulaufenden Kirchstraße.

## Architektur und Geschichte
Der eingeschossige Bau entstand im Jahr 1895. Zuvor betrieb der Schneider Clemens Wonka hier seit dem 1. Oktober 1875 eine Maßschneiderei. Gegenüber, an der Adresse Brauerstraße 28, befand sich die alte Apotheke, die jedoch 1885 abgebrannt war.
Die Fassaden des Gebäudes sind ziegelsichtig gestaltet. An der Ostseite befindet sich ein flacher Seitenrisalit in dem sich der Eingang zu den Apothekenräumen befindet. Der Risalit und der Ostgiebel werden jeweils von einem Dreiecksgiebel überspannt, der von einem schmalen Segmentbogen bekrönt wird. Sowohl die Giebel als auch der Risalit sind mittels einer Putzquaderung der Kanten verziert. Am Traufgesims des Hauses finden sich farbige Stuckrosetten. Der westlichen Giebelseite ist ein hölzerner Vorbau im Stil der Gründerzeit vorgelagert, in dem sich der eigentliche Hauseingang befindet.
Inhaber der Apotheke war Rudolf Lezius. Eine Filiale bestand in Wörlitz. Um 1910 war E. Krause Eigentümer. Noch im Jahr 2012 war das Gebäude als Apotheke in Nutzung, die jedoch spätestens 2017 aufgegeben wurde.
Im örtlichen Denkmalverzeichnis ist die Apotheke unter der Erfassungsnummer 094 40367 als Baudenkmal eingetragen.
Das Gebäude gilt aufgrund seiner markanten Lage im Umfeld der Stadtkirche als städtebaulich bedeutend.